# Revolutionair Tribunaal

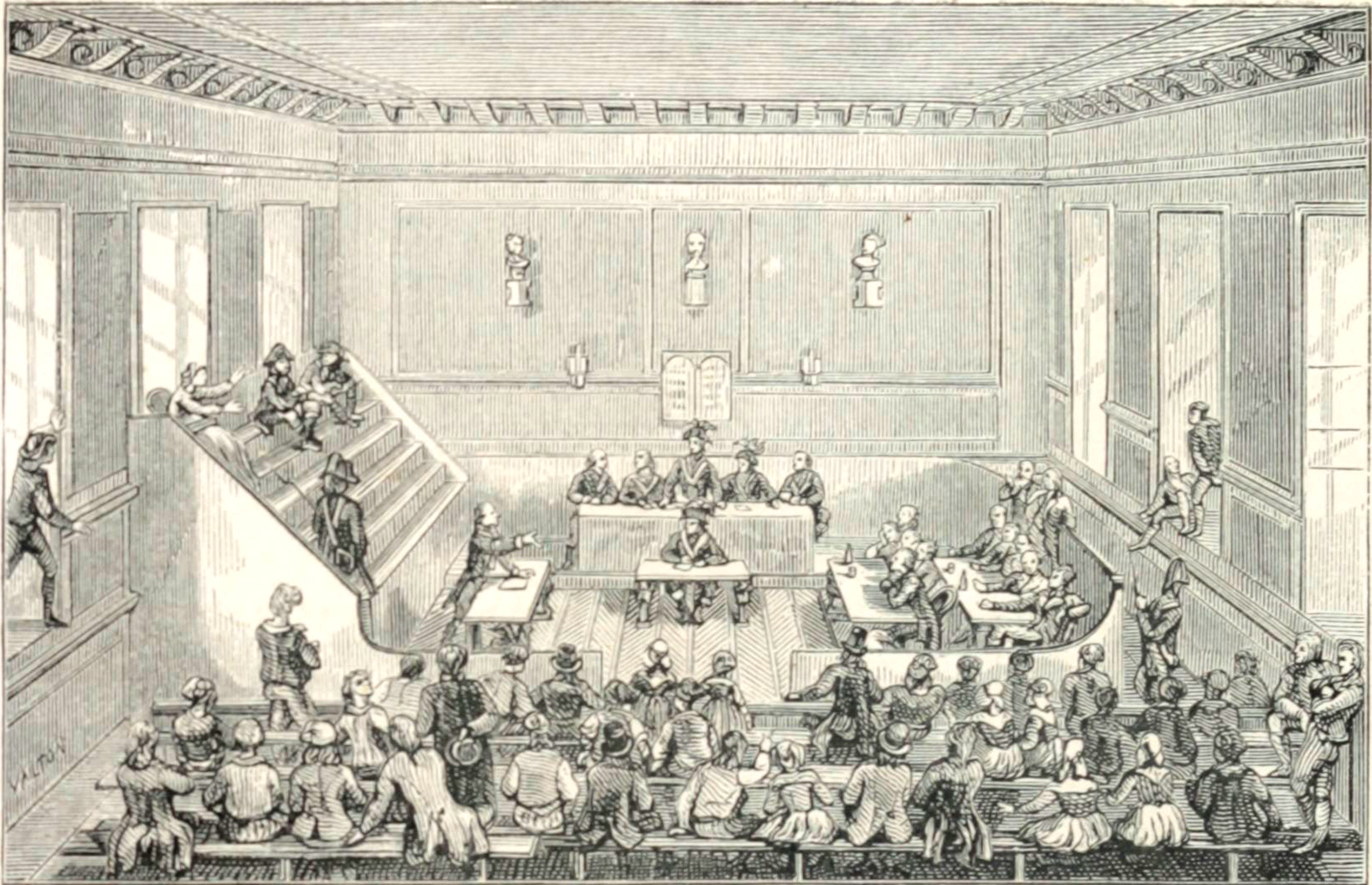
Het Revolutionair Tribunaal in zitting

Het Revolutionair Tribunaal (Frans: Tribunal révolutionnaire) was een in Parijs actieve rechtbank, geïnstalleerd door de Nationale Conventie tijdens de Franse Revolutie ter berechting van politieke tegenstanders en criminelen. Het tribunaal was een van de krachtigste werktuigen tijdens de Terreur. Tot de bekendste slachtoffers van het tribunaal horen Marie Antoinette, de Hébertisten, de Dantonisten en een groep Girondijnen.
De rechtbank bestond uit een jury, een openbaar aanklager en twee plaatsvervangers, allen benoemd door de Nationale Conventie. Het tribunaal resideerde in het Palais de la Cité, het tegenwoordige Paleis van Justitie. Tegen veroordelingen door het tribunaal was geen hoger beroep mogelijk. 
De lijsten met gevangenen ter behandeling door het Revolutionair Tribunaal werden opgesteld door een volkscomité dat zitting hield in het museum, en na revisie getekend werd door het Comité van algemene veiligheid en het Comité de salut public gezamenlijk. Hoewel Robespierre de hoofdtoeleverancier was van het Tribunaal, is er slechts één lijst bekend met zijn ondertekening.  Alle verslagen en uitspraken van tribunaal werden vastgelegd in het bulletin du tribunal revolutionaire.

## Geschiedenis
Een eerste Revolutionair Tribunaal functioneerde van 17 augustus tot 29 november 1792. Het was opgericht door de Wetgevende Vergadering om de misdaden in verband met de Bestorming van de Tuilerieën te berechten. Dit Tribunal du 17 août, zoals het ook werd genoemd, behandelde 61 zaken en sprak 22 doodstraffen uit. 
Het nieuws van de falen van de Franse legers in de Oostenrijkse Nederlanden was de aanleiding tot een volksoproer op 9 en 10 maart 1793 waarop Danton op 10 maart decreteerde dat er in Parijs een buitengewone strafrechtbank (Juridiction Criminelle Extraordinaire) opgericht diende te worden, die bij decreet van 20 oktober 1793 de officiële benaming Revolutionair Tribunaal kreeg.
Met Martial Joseph Armand Merman als President en Antoine Quentin Fouquier-Tinville als openbaar aanklager terroriseerde het Tribunaal de royalisten, weerstrevende geestelijken en alle overige tegenstanders van de revolutie. Soortgelijke tribunalen waren in diverse Franse departementen actief.
Spoedig werd het Revolutionair Tribunaal ingezet voor persoonlijke afrekeningen, speciaal door Robespierre. De excessen van het Revolutionair tribunaal namen toe naarmate Robespierre's positie in het Comité de salut public sterker werd. Op 10 juni 1794 werd op zijn instigatie de beruchte wet van 22 Prairial aangenomen, die gevangenen het recht op verdediging ontzegde en waardoor de doodstraf de enige toegestane straf werd. Daarvoor had het Revolutionaire Tribunaal in dertien maanden tijd 1220 maal de doodstraf opgelegd; in de 49 dagen tussen de invoering ervan en de val van Robespierre werden 1376 personen tot de doodstraf veroordeeld (gemiddeld 28 per dag waaronder vele onschuldigen).
Het Revolutionaire Tribunaal werd opgeheven op 31 mei 1795.